# Verwaltungsgemeinschaft Heustreu

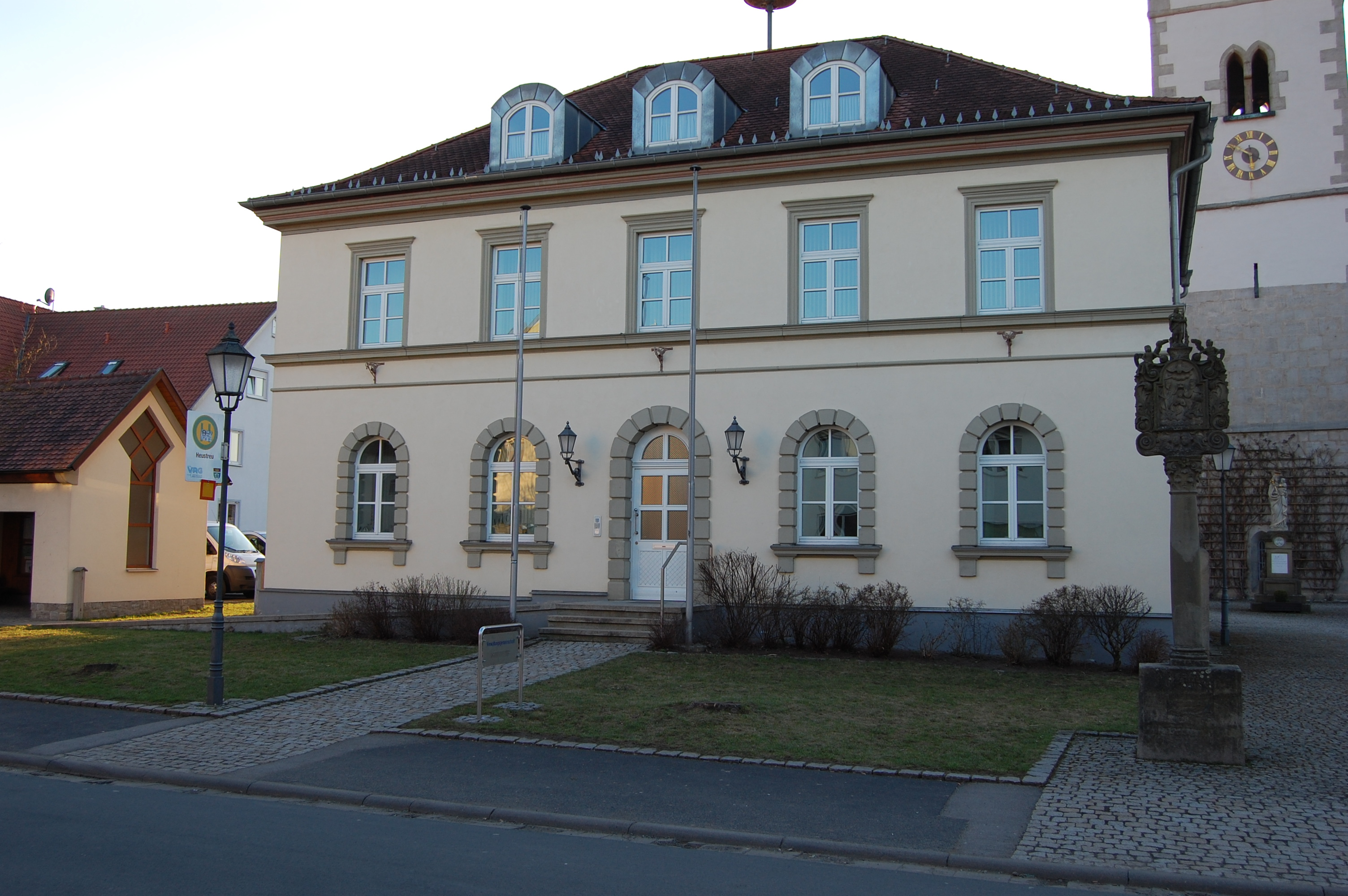
Verwaltungsgemeinschaft

In der Verwaltungsgemeinschaft Heustreu im unterfränkischen Landkreis Rhön-Grabfeld haben sich folgende Gemeinden zur Erledigung ihrer Verwaltungsgeschäfte zusammengeschlossen:
1. Heustreu, 1318 Einwohner, 10,56 km²
2. Hollstadt, 1431 Einwohner, 24,30 km²
3. Unsleben, 951 Einwohner, 8,92 km²
4. Wollbach, 1478 Einwohner, 7,58 km²

Sitz der Verwaltungsgemeinschaft ist in Heustreu.

Wappen der Gemeinde Heustreu
Wappen der Gemeinde Hollstadt
Wappen der Gemeinde Unsleben
Wappen der Gemeinde Wollbach